# Cuno von Fenis
Cuno von Fenis (* in Vinelz am Bielersee (?); † 19. Dezember zwischen 1103 und 1108) war ein burgundischer Adliger und Bischof von Lausanne.

## Leben
Cuno war der Sohn von Ulrich, der den Titel eines Grafen von Fenis trug und der Überlieferung nach der Stammvater der Herren von Neuenburg war. Sein Bruder war Burkhard von Fenis, Bischof von Basel.
Erstmals erwähnt wurde Cuno von Fenis 1090. Von 1097/98 bis 1103 war er Bischofelekt von Lausanne. Er wurde nie geweiht, weil er wegen seiner Treue zu Kaiser Heinrich IV. seinem Metropoliten, dem Erzbischof von Besançon (Hugo III. von Burgund-Ivrea), den Treueeid verweigerte.
Er war Stifter der Abtei St. Johannsen bei Gals (Amtsbezirk Erlach im Kanton Bern). Er gab dazu Land aus seinem Allodialgut. Der Bau der Kirche wurde durch ihn begonnen, aber erst nach seinem Tod durch seinen Bruder vollendet. Sein Bruder Burkhard liess, zusammen mit ihm zwischen 1103 und 1105, in der Nähe die Burg Erlach erbauen, womit die beiden Brüder den Grundstein für die spätere Kleinstadt Erlach legten.
Sein Todesjahr ist unbekannt. Er muss aber an einem 19. Dezember zwischen 1103 und 1108 gestorben sein. Beigesetzt wurde er vor dem Kreuzaltar der Stiftskirche St. Johannsen.